# Kościół św. Mikołaja w Prochach
Kościół świętego Mikołaja w Prochach – rzymskokatolicki kościół parafialny należący do parafii pod tym samym wezwaniem (dekanat wolsztyński archidiecezji poznańskiej).
Jest to świątynia wzniesiona w 2 połowie XVIII wieku. Następnie została rozbudowana w 1861 roku o murowaną kaplicę pod wezwaniem Matki Bożej, dzięki staraniom Adama Broel-Plater, i później o drugą pod wezwaniem Serca Pana Jezusa. Remontowana była w latach: 1955, 1962 (wymieniono wówczas gont), 1982 i 2007.
Budowla jest drewniana, jednonawowa, posiada konstrukcję zrębową. Świątynia jest orientowana, wzniesiona została na planie krzyża z dwoma dużymi, murowanymi kaplicami umieszczonymi po bokach nawy, tworzącymi pseudotransept. Są one zbudowane w stylu neogotyckim, zamknięte są prostokątnie, posiadają kalenice równe nawie głównej, pokryte są dachówką i ozdobione są okrągłymi oknami z witrażami. Prezbiterium kościoła nie jest wydzielone z nawy, zamknięte jest trójbocznie, na jego osi znajduje się zakrystia, także zamknięta trójbocznie. Od frontu jest umieszczona czworokątna wieża, konstrukcji słupowej, posiadająca kruchtę w przyziemiu. Jest ona zwieńczona blaszanym barokowym dachem hełmowym z latarnią z chorągiewką i krzyżem. Świątynię nakrywa dach jednokalenicowy, pokryty gontem, z kolei kaplice są nakryte dachówką. Wnętrze jest nakryte płaskim stropem, natomiast w kaplicach znajduje się strop krzyżowy. Podłoga została wykonana z desek. Chór muzyczny jest nadwieszony, posiada parapet o prostej linii, ozdobiony jest polichromią wykonaną w 1953 roku, przedstawiającą trzy modlące się Anioły, na chórze są umieszczone organy. Belka tęczowa jest ozdobiona krucyfiksem z XIX wieku. Polichromia w kaplicach przedstawia wizerunki Maryi z aniołami i Jezusem z Ewangelistami. Ołtarz główny powstał w XVIII wieku i jest ozdobiony późnogotycką płaskorzeźbą Rodzina Marii powstałą około 1500 roku. Dwa ołtarze boczne i dwa w kaplicach zostały wykonane w 2 połowie XIX wieku. Ambona reprezentuje styl późnobarokowy i jest ozdobiona w zwieńczeniu rzeźbą Boga Ojca. Chrzcielnica w stylu barokowo-klasycystycznym pochodzi z 2 połowy XVIII wieku. Kościół posiada także liczne obrazy i rzeźby powstałe od XVII wieku.